# Dasypogon cephicus
Dasypogon cephicus là một loài ruồi trong họ Asilidae. Dasypogon cephicus được Say miêu tả năm 1829. Loài này phân bố ở vùng Tân nhiệt đới.